# 竇子偁
竇子偁（？—？），字燕雲，號淮南，直隸庐州府合肥縣人，明朝政治人物、进士出身。

## 生平
萬曆十三年（1585年）乙酉科應天府鄉試舉人，二十年（1592年），登壬辰科三甲一百二十一名進士，吏部觀政，十二月授大理寺評事，二十二年貴州主考，二十三年升寺副，本年升刑部員外郎，二十四年調任戶部郎中，管宣府糧儲。万历二十六年，擔任泉州府知府。二十九年升任湖廣按察使司提學副使，三十二年升福建參政，三十七年補江西參政，三十九年升本省按察使，升右布政使，四十年致仕。起福建右布政使，四十一年升本省左布政使，四十三年致仕。

## 家族
曾祖竇輝。祖父竇永隆。父竇邁，生员。